# Sláger Slágerek 1.
A Sláger Slágerek 1. 1998-ban készült CD lemez, amelyen a Hungaroton archív felvételeiből hallható az egy órás műsor.

## Története
Sorozat CD-nek indult. A Sláger Rádiónak 1998-as indulásakor komoly könnyűzenei CD tervei voltak – válogatások a korábbi évtizedek legnépszerűbb magyar slágereiből. A címben említett CD-n az 1960-as, 1970-es évek legnépszerűbb slágerei (19 dal) hallhatóak. A szójáték arra utal, hogy nagy kedvvel  készítették ezeket a digitális mentéseket. 2002-ig még további 5 CD jelent meg ezzel a címmel, amelyeken a 3. lemeztől már az 1980-as évek slágerei is megjelentek.

## Dalok
| Dal címe                                | Keletkezés éve | Előadó                                  | Megjegyzés | Időtartam |
| 1. Mikor elindul a vonat                | 1977           | Demjén Ferenc                           | Presser Gábor-Demjén Ferenc, Babos Gyula szólógitár, Dely István konga, Hajdú Sándor fúvós hangszerek, Papp Gyula billentyűs hangszerek, Presser Gábor billentyűs hangszerek, Solti János dob (Karácsony János - Postásy Júlia - Somló Tamás - Sztevanovity Zorán - Várszegi Éva - Zalatnay Sarolta vokál) | 3:54      |
| 2. Cigánylány                           |                | Bajtala János                           | Bajtala együttes | 2:39      |
| 3. Csavard fel a szőnyeget!             | 1968           | Fenyő Miklós - S. Nagy István           | Hungária (együttes) | 2:19      |
| 4. Gyöngyhajú lány                      | 1969           | Presser Gábor - Adamis Anna             | Omega (együttes) | 5:49      |
| 5. Kócos ördögök                        | 1970           | Sztevanovity Zorán - Sztevanovity Dusán | Metro (együttes) | 2:35      |
| 6. Múlnak a gyermekévek                 | 1977           | Ihász Gábor                             | V’73 együttes | 4:05      |
| 7. Isten veled, édes Piroskám           | 1966           | Aradszky László                         | Stúdió 11, Dobos Attila-Szenes Iván | 2:27      |
| 8. Mammy Blue                           | 1972           | Kovács Kati                             | Giraud Hubert-P.Trimm-Tardos Péter | 3:46      |
| 9. Azért vannak a jó barátok            | 1975           | Máté Péter                              | Máté Péter - S.Nagy István, Főnix vokál, Főnix együttes, Vonószenekar-vez:Bolba Lajos | 3:19      |
| 10. Egy szál harangvirág /Donnauwellen/ | 1970           | Szécsi Pál                              | Stúdió 11, Ion Ivanovici-Szécsi Pál | 2:08      |
| 11. Kicsit szomorkás a hangulatom       | 1965           | Németh József                           | Nádas Gábor-Szenes Iván, Körmendi együttes | 2:55      |
| 12. Búcsúzik a nyár                     | 1977           | Apostol együttes                        | Bakos Géza-Bradányi Iván | 4:21      |
| 13. Vándorének                          | 1976           | Neoton együttes (Neoton Família)        | Pásztor László-Hatvani Emese, Kócbabák vokál, MR. Vonós Tánczenekara vez:Körmendi Vilmos | 3:00      |
| 14. Kövér a Nap                         | 1972           | Generál                                 | Novai Gábor-Szigeti Edit | 3:38      |
| 15. Darabokra törted a szívem           | 1972           | Bergendy-együttes                       | Demjén Ferenc | 4:48      |
| 16. Az utcán                            | 1966           | Illés-együttes                          | Szörényi Levente-Bródy János | 3:07      |
| 17. Keresem a szót                      | 1967           | Koncz Zsuzsa                            | Illés zenekar | 2:09      |
| 18. Énekelj kisleány                    | 1973           | Corvina                                 | Makai Zsolt-Soltész Rezső, MRT Gyermekkórusa, MÁV Szimfonikus Zenekar vez.: Balassa P. Tamás | 2:56      |
| 19. Hazafelé                            | 1975           | Korál együttes                          | Balázs Ferenc-Rusz László, MRT Vonós Tánczenekara vez:Körmendi Vilmos | 4:27      |